# Сукошан
Сукошан (хорв. Sukošan) — населений пункт і громада в Задарській жупанії Хорватії.

## Населення
Населення громади за даними перепису 2011 року становило 4 583 осіб. Населення самого поселення становило 2 808 осіб.
Динаміка чисельності населення громади:
Динаміка чисельності населення центру громади:

## Населені пункти
Крім поселення Сукошан, до громади також входять: 
- Дебеляк
- Главиця
- Гориця

## Клімат
Середня річна температура становить 14,52 °C, середня максимальна – 27,73 °C, а середня мінімальна – 1,67 °C. Середня річна кількість опадів – 847 мм.
| Клімат поселення                              | Клімат поселення | Клімат поселення | Клімат поселення | Клімат поселення | Клімат поселення | Клімат поселення | Клімат поселення | Клімат поселення | Клімат поселення | Клімат поселення | Клімат поселення | Клімат поселення | Клімат поселення |
| Показник                                      | Січ.             | Лют.             | Бер.             | Квіт.            | Трав.            | Черв.            | Лип.             | Серп.            | Вер.             | Жовт.            | Лист.            | Груд.            |                  |
| Середній максимум, °C                         | 11,11            | 11,48            | 14,01            | 17,22            | 21,92            | 25,69            | 27,73            | 27,37            | 23,24            | 19,22            | 14,13            | 11,26            |                  |
| Середня температура, °C                       | 6,39             | 6,76             | 9,27             | 12,50            | 17,21            | 20,97            | 24,09            | 23,74            | 19,61            | 15,60            | 10,50            | 7,64             |                  |
| Середній мінімум, °C                          | 1,67             | 2,03             | 4,56             | 7,77             | 12,47            | 16,23            | 20,47            | 20,12            | 15,99            | 11,96            | 6,87             | 4,01             |                  |
| Норма опадів, мм                              | 72               | 62               | 64               | 69               | 63               | 53               | 30               | 48               | 94               | 102              | 100              | 90               |                  |
| Середньомісячна швидкість вітру, м/с          | 2.87             | 3.00             | 3.17             | 3.04             | 2.63             | 2.44             | 2.47             | 2.35             | 2.57             | 2.69             | 3.27             | 3.16             |                  |
| Середньомісячна сонячна радіація, кДж/м²·день | 5040             | 7777             | 11524            | 16365            | 20626            | 22842            | 24588            | 21298            | 15722            | 9990             | 5470             | 4314             |                  |
| --------------------------------------------- | ---------------- | ---------------- | ---------------- | ---------------- | ---------------- | ---------------- | ---------------- | ---------------- | ---------------- | ---------------- | ---------------- | ---------------- | ---------------- |
| Джерело:                                      |                  |                  |                  |                  |                  |                  |                  |                  |                  |                  |                  |                  |                  |

## Міста-побратими
- Угорщина — Сентлйоринц (угор. Szentlőrinc)